# Фаворитката
 Тази статия е за филма на Йоргос Лантимос.  За операта на Гаетано Доницети вижте Фаворитката (опера).  
„Фаворитката“ (на английски: The Favourite) е ирландско-британски биографичен филм от 2018 година на режисьора Йоргос Лантимос по сценарий на Дебора Дейвис и Тони Макнамара.
В центъра на сюжета е историята на Абигейл Машам, разорена благородничка, която е приета в двора на британската кралица Анна с помощта на своята родственица Сара Чърчил и дори успява за кратко да я измести от позицията на фаворитка на кралицата. Главните роли се изпълняват от Оливия Колман, Ема Стоун и Рейчъл Вайс.
За ролята си във „Фаворитката“ Оливия Колман получава „Оскар“ за най-добра главна женска роля, като филмът е номиниран в още 9 категории. Филмът получава също „Златен глобус“ за женска роля и 7 награди на БАФТА, включително за най-добър британски филм, както и 8 Европейски филмови награди, включително за най-добър европейски филм.